# Kornsandverbrechen

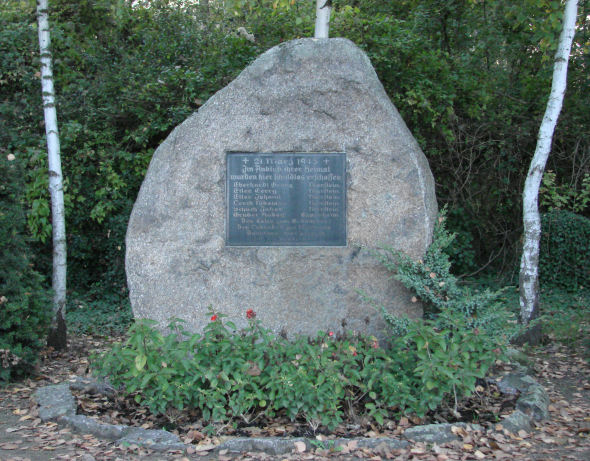
Gedenkstein für die sechs Opfer des Kornsandverbrechens

Als Kornsandverbrechen wird die Ermordung von fünf politisch missliebigen männlichen Zivilisten und einer als vermeintliche Jüdin verfolgten Frau aus Nierstein und Oppenheim am 21. März 1945 während des Zweiten Weltkriegs durch Wehrmachts- und NSDAP-Personal auf dem Kornsand bezeichnet, der auf der Nierstein und Oppenheim gegenüberliegenden rechten Rheinseite liegt. Die Tat ereignete sich nach dem fluchtartigen Rückzug deutscher Truppen mit der Rheinfähre auf den Kornsand von dem nur kurzzeitig eingerichteten und gehaltenen linksrheinischen Brückenkopf Oppenheim auf die andere Rheinseite vor den von Westen anrückenden Amerikanern. Die amerikanischen Panzer waren zur Tatzeit schon auf den Weinbergen über Oppenheim sichtbar. Die Tat führte der Wehrmachtsleutnant Hans Kaiser auf Geheiß ebenfalls evakuierter Niersteiner NSDAP-Funktionäre durch.

## Vorgeschichte
Im März 1945 eroberten die Alliierten von Westen kommend die linksrheinischen Gebiete in der Pfalz, Rheinhessen und Teile des Rheinlandes. Am 18. März hatte die 3. US-Armee unter General George S. Patton Bad Kreuznach ohne Widerstand eingenommen. Am gleichen Tag stürzte die von den Amerikanern am 7. März eroberte Ludendorff-Brücke in Remagen ein. Zu gleicher Zeit sprengten die Deutschen alle Brücken, die über den Rhein führten: die Mainzer Südbrücke, die Rheinbrücke Gernsheim 18 km südlich von Nierstein am 19. März und die Ernst-Ludwig-Brücke in Worms am 20. März. Eine Rheinüberquerung mit Schwimmbrücken wurde für die Alliierten unumgänglich, wenn die Invasion Deutschlands weiter gehen sollte. Die Wehrmacht hielt den Rhein für eine schwer überwindbare natürliche Grenze. Die Vorbereitungen der US-Armee zur Überquerung wurden gegenüber den Deutschen geheim gehalten. Für die Rheinüberquerung wurde die Stelle der Fähre Landskrone zwischen Nierstein und Kornsand ausgewählt. Diese Fähre, zwischen Oppenheim und Nierstein gelegen, war eine Seilzugfähre und zu der Zeit noch intakt. Die 3. Armee unter General Patton rückte daher auf das Gebiet um Nierstein und Oppenheim vor, wo die deutschen Truppen kurzzeitig einen Brückenkopf eingerichtet hatten.
In der Nacht zum 21. März räumte die Wehrmacht den Brückenkopf Nierstein-Oppenheim über die Fähre nach Kornsand. Der Kampfkommandant, Stäbe und das Führungspersonal der NSDAP flüchteten auf die andere Rheinseite. Es war beabsichtigt, die Fähre bei der Ankunft der US-Armee in die Luft zu sprengen. Schon am 18. März waren unter Mitwirkung des Niersteiner NSDAP-Ortsgruppenleiter Georg Ludwig Bittel sechs Niersteiner verhaftet worden, die als Gegner des NS-Staates galten, die Familie einer Person war außerdem jüdischen Glaubens. Diese NS-Gegner hatten teilweise in der Anfangszeit des Nationalsozialismus schon einige Zeit im Konzentrationslager Osthofen verbracht. Aber sie lebten dann doch bis zum Kriegsende relativ unangefochten in Nierstein.
Es handelte sich um Georg Eberhardt, Ludwig Elbling, Nikolaus Lerch, Jakob Schuch und das Ehepaar Johann und Cerry Eller. Die Verhafteten wurden mit der Fähre über den Rhein nach Kornsand zur NSDAP-Kreisleitung nach Groß-Gerau gebracht. Den größten Teil der Strecke mussten sie mit ihrem Begleitkommando zu Fuß zurücklegen. In Groß-Gerau wurde sie ins Polizeigefängnis gesteckt.
Die Polizei schickte sie am 20. März zur Gestapo nach Darmstadt – eine Strecke, die sie ebenfalls zu Fuß gehen mussten. Da man bei der Darmstädter Gestapo mit Aktenvernichtung und Kofferpacken angesichts des Näherkommens der amerikanischen Truppen beschäftigt war, die nach Räumung durch die Wehrmacht am 21. März in Oppenheim erwartet wurden, und wusste, dass der Transport der Festgenommenem eine Privataktion des Ortsgruppenleiters war, wurden die Festgenommenen am Morgen des 21. März ohne Entlassungspapiere nach Hause freigelassen.

## Die Morde
Mit der Straßenbahn und zu Fuß erreichten die sechs Personen am 21. März 1945 gegen 11:00 Uhr die Fähre am Kornsand und wollten zurück nach Nierstein fahren. Das war aber Zivilpersonen zu diesem Zeitpunkt wegen der militärischen Lage schon verboten. Als die Gruppe dort auf der Fähre wartete, nachdem sie vorher versucht hatte, mit einem kleinen Kahn auf eigene Faust nach Nierstein zu gelangen, nahm der dort befindliche Niersteiner Leutnant und NSDAP-Funktionär Heinrich Funk sie dort wahr. Der ebenfalls über den Rhein geflüchtete NSDAP-Ortsgruppenleiter Bittel hatte vorher die Gruppe auf der Landstraße von Darmstadt nach Kornsand gesehen, als er dort mit einem PKW entlang fuhr, und Funk von der baldigen Ankunft dieser Personen unterrichtet. Funk nahm die Gruppe fest, da die Personen nicht nachweisen konnte, dass sie zu Recht auf freiem Fuße waren, und weil er verhindern wollte, dass sie in die Freiheit entkommen konnten, die mit dem Einmarsch der Amerikaner in Nierstein herrschen würde. Bei der Festnahme wurde Ludwig Elbling übersehen, der sich an der Fähre so zu schaffen machte, als ob er zum Fährpersonal gehörte. Die Fähre fuhr danach noch einmal nach Nierstein und Ludwig Elbling konnte so auf die andere Rheinseite flüchten, wo die Amerikaner gerade ankamen. Etwa um 15 Uhr wurde die Fähre gesprengt. Funk übergab die Festgenommenen an den früheren Leiter des NSDAP-Schulungslagers Oppenheim, Alfred Schniering, der mit einer der letzten Fährfahrten auf dem Kornsand eingetroffen war. Funk gab gegenüber Schniering, den er als eine Art Vorgesetzter ansah, an, dass es sich bei den Festgenommenen um die „größten Verbrecher von Nierstein“ handele. Schniering beanspruchte – obwohl Zivilist – die Rolle eines militärischen Führers auf dem Kornsand, als der Militärkommandant abwesend war. Schniering behauptete dabei, der Beauftragte des Gauleiters und Reichsverteidigungskommissars des Wehrkreises XII, Jakob Sprenger, zu sein. Er maßte sich dann an, die Festgenommenen ohne ein „gerichtliches oder standrechtliches Verfahren“ zu bestrafen. Er vernahm die fünf Festgenommenen bzw. ließ sie vernehmen. Dabei wurden sie brutal misshandelt. Anschließend „verurteilte“ Schniering sie zum Tode. Kurz danach traf Schniering an der Fährstelle den beim Volkssturm eingesetzten Oppenheimer Bürger und Uhrmachermeister Rudolf Gruber an, der noch einmal nach Oppenheim wollte. Gruber hatte seinen Volkssturm-Rucksack in Oppenheim vergessen und wollte ihn nach Kornsand holen. Schniering unterstellte ihm Fahnenflucht und verurteilte ihn ebenfalls zum Tode.
Schniering ließ die zum Tode Bestimmten auf einen Acker in die Nähe der Flakstellung am Kornsand bringen und zwang sie, sich ihre Gräber selbst zu schaufeln. Dann versuchte er, eine Person zu finden, die das Urteil vollstrecken würde. Alle anwesenden Volkssturmmänner und Soldaten weigerten sich, die Hinrichtung zu vollziehen. Nur Hans Kaiser, ein junger Leutnant, der bei der Flak in Kornsand eingesetzt war, war bereit, die sechs Personen zu töten. Angeblich hatte Kaiser mit den Worten zugestimmt: „Wenn die anderen zu feige sind, dann mache ich das“. Die Gruppe wurde auf einen Acker geführt. Kaiser tötete jede Person mit einem Genickschuss seiner Pistole. Anschließend wurden die Opfer in die Gräber gelegt.

## Die Täter
Beteiligt an der Tat waren:
- Leutnant Hans Kaiser, geb. 19. Oktober 1926 in Mayen als Sohn eines Reichsbahnwagenmeisters. Von 1932 bis 1940 besuchte er die Volksschule Mayen und dann die staatliche „Aufbauschule für Knaben“ in Münstermaifeld. Kaiser war Jungenschaftsführer in der Hitlerjugend. Vor Abschluss seiner Schulausbildung wurde er im Herbst 1943 zum Reichsarbeitsdienst eingezogen, der damals auch eine militärische Grundausbildung beinhaltete. Dabei wurde er auch zur Bekämpfung von Partisanen im Grenzgebiet von Kärnten eingesetzt. Ende Januar wurde er von der Wehrmacht übernommen und nach viermonatiger Grundausbildung an dem Mittelabschnitt der Ostfront eingesetzt. Im Sommer 1944 nahm er an einem Unteroffizierslehrgang teil und erlebte mit, wie der Teilnahme am Attentat vom 20. Juli 1944 verdächtige Offiziere des Lehrgangs in der Nähe von Thorn ohne Gerichtsverfahren mittels Genickschuss ermordet wurden. Im September 1944 wurde Kaiser schwer verwundet. Nach Genesung und Absolvierung eines Lehrgangs auf einer Kriegsschule war er am 1. März 1945 zum Leutnant befördert worden und wurde als Offizier z. b. V. („zur besonderen Verwendung“) zum Kampfkommandanten des Brückenkopfes Oppenheim-Nierstein abgeordnet. Nach dem Krieg wurde Kaiser wegen des Kornsandmordes zu zehn Jahren Gefängnis verurteilt, aber nach sechs Jahren freigelassen. Danach besuchte er wieder die Aufbauschule in Münstermaifeld und legte dort das Abitur ab. Seine Lehrerin attestierte ihm gute Führung. Er heiratete dann eine Niersteinerin, bekam fünf Kinder mit ihr und lebte in guten Verhältnissen in einer westdeutschen Großstadt. Alles schien vergessen, bis 1985 die Illustrierte Stern über das Kornsandverbrechen und auch die Täter berichtete.[5]:321 f.

- Leutnant Alfred Schniering. Der 1911 in Essen geborene, wegen einer Kriegsverletzung 1944 als wehrunfähig aus der Wehrmacht entlassene Schniering war schon 1929 der NSDAP beigetreten. Er war in den Anfangszeiten bei der Gaupropagandaleitung in Köln angestellt und als Propagandaredner tätig. Danach wurde er als subalterner Beamter bei der Heeresverwaltung tätig. 1939 meldete er sich zum Wehrdienst. 1942 wurde er zum Leutnant befördert. Kurze Zeit später wurde er schwer verwundet und aus der Wehrmacht entlassen. 1944 wurde Schniering Leiter eines Reichsschulungslager der NSDAP für Luftschutz in Wiesbaden, in dem Amtsleiter der Partei in Luftschutzdingen unterrichtet wurden. Ab Mitte 1944 wurde das Lager Schnierings Leitung nach Oppenheim verlegt. Ab Januar 1945 war Schniering als Sachbearbeiter für Stellungsbau beim Stab des Reichsverteidigungskommissars West in Frankfurt a. M. beschäftigt.

- Georg Ludwig Bittel (* 1902). Winzer und Weinkommissionär. Bittel trat 1931 der NSDAP bei und war von Mai 1933 bis März 1945 Ortsgruppenleiter der NSDAP in Nierstein. Bittel war in Nierstein weitgehend unbeliebt. Er galt als cholerisch und gewaltbereit sowie unberechenbar. Seine Macht zeigte sich in einem Brief vom August 1934, in dem er dem Bürgermeister von Nierstein untersagte, dem jüdischen Ehepaar Flora und Willy Wolf die Ausreise aus Deutschland zu erlauben, als das Vertreiben von Juden immerhin offizielles Ziel der deutschen Politik war. Aus dem „hasserfüllten und diskrimierenden“ Schreiben wurde die Willkürherrschaft von Bittel in Nierstein deutlich. Nach der Verstärkung antisemitischen Politik gegen die Juden, nahmen sich Flora und Willy Wolf 1942 – kurz vor ihrer Deportation – in Mainz das Leben. Bittel war nicht tauglich für den Wehrdienst.[5]:319

- Leutnant Heinrich Funk. Der 1911 in Nierstein geborene Funk gehörte bereits seit 1930 der NSDAP an und besuchte später deren Kaderschulen, die NS-Ordensburgen Krössinsee und Vogelsang. Im März 1945 befand er sich in einem Lazarett im Taunus. Als er von der Bildung des Brückenkopfes Oppenheim-Nierstein hörte, ließ er sich umgehend dorthin versetzen.

Die Morde von Kornsand werden als eines der vielen Verbrechen in der Endphase des Dritten Reiches qualifiziert. Die Täter wurden nach dem Krieg ab 24. September 1949 zu mehrjährigen Gefängnisstrafen verurteilt. Sie wurden nach mehreren Revisionsverfahren jedoch vorzeitig begnadigt.

### Die Strafverfolgung der Täter
Die Morde waren nach der Tat in den Wirren des Krieges zunächst nicht bekannt geworden. Erst ca. einen Monat nach der Tat wurden die bis dahin vermissten Personen exhumiert. Bei drei der Toten nahm der Gerichtsmediziner an, sie seien zu Lebzeiten mit stumpfen Gegenständen körperlich misshandelt worden. Schon 1945 wurden Ermittlungen gegen die Täter aufgenommen. Aber aus verschiedenen Gründen fand erst 1949 vor dem Landgericht Mainz ein Prozess gegen die Täter statt. Dabei fanden auch Strafvorschriften des Besatzungsrechts Anwendung, die in dem Kontrollratsgesetz Nr. 10 festgelegt worden waren. Am 24. September 1949 fiel das Urteil. Schniering und Kaiser wurden wegen Verbrechens gegen die Menschlichkeit verurteilt. Die Strafe für Schniering lautete auf lebenslänglich Zuchthaus und für Kaiser auf zehn Jahre Gefängnis, Bittel wurde freigesprochen. Bittel sei nicht zu beweisen gewesen, dass er die Verhaftungen vom 18. März 1945 aus eigener Initiative veranlasst habe oder in anderer Weise zu ihnen beigetragen habe. Auch bei der Mitteilung Bittels vom 21. März über die Gruppe der Niersteiner auf ihrem Weg zum Kornsand an den Leutnant Funk ließ sich nach Ansicht des Gerichts nicht beweisen, dass Bittel sich über die „möglicherweise schlimmen Folgen“ seiner Handlung bewusst gewesen sei. Schniering habe sich als Oberbefehlshaber aufgespielt, er habe das Urteil gesprochen und den Mordbefehl an Kaiser erteilt. Er sei die „treibende Kraft“ der Tat gewesen. Kaiser wurde ein frühes Geständnis, sein jugendliches Alter und seine nationalsozialistische Verblendung zugutegehalten.
Die Staatsanwaltschaft legte wegen des Freispruchs Bittels Revision ein, Schniering und Bittel wegen des Strafmaßes. Das Oberlandesgericht verwarf die Rechtsmittel in seiner Entscheidung vom 2. März 1950.
Der Leutnant Funk war nach Beendigung des Krieges zunächst untergetaucht und erschien erst Anfang 1950 wieder in seiner Heimatstadt Nierstein. Am 31. Januar 1950 erging Haftbefehl gegen Funk und es begann ein Strafverfahren. Kaiser hatte gegen ihn ausgesagt. Unter anderem habe er die Verhaftung der später Getöteten an der Fähre am Vormittag des 21. März mit den Worten vorgenommen „es wären doch die größten Lumpen und Verbrecher von Nierstein“. Ihm wurde unter anderem eine Mitwirkung an den Morden vorgehalten, weil er die Opfer an der Weiterfahrt nach Nierstein gehindert habe und Schniering zugeführt habe. Funk erhielt ebenfalls wegen Verbrechens gegen die Menschlichkeit eine Gefängnisstrafe von drei Jahren. Auch Funk ging in die Revision. Da mittlerweile die Ermächtigung zur Anwendung des Kontrollratsgesetz Nr. 10 durch die französischen Besatzungsbehörden aufgehoben worden war, wurde das deutsche Strafrecht angewandt. Damit war nach Winfried Seibert eine Beendigung der Entnazifizierung in Gang gesetzt. So wurde Funk am 14. September 1953 wegen fahrlässiger Tötung mit unterlassener Hilfeleistung zu einer Gefängnisstrafe von 11 Monaten verurteilt. Unter Anrechnung der Untersuchungshaft wurde Funk dann sofort freigelassen.

## Die Opfer
Die Namen der Opfer sind auf dem Gedenkstein im Abschnitt unten aufgeführt.
- Georg Eberhardt (* 1886) und Nikolaus Lerch (* 1891) waren Mitglieder der KPD gewesen. Georg Eberhardt hatte mit seiner Frau Helene und einer Tochter einer Auswanderergruppe aus Rheinhessen angehört, die 1924 nach Brasilien gereist waren, um sich dort eine neue Existenz aufzubauen. Sie waren dabei aber mit der ganzen Gruppe um ihre Ersparnisse betrogen worden und deswegen in Brasilien erfolglos geblieben. Zwei Jahre später waren sie zurückgekehrt. Eberhardt und Lerch wurden 1933 kurz nach der Machtergreifung im KZ Osthofen interniert. Eberhardt war danach wegen Fortsetzung seiner „kommunistischen“ Betätigung zu neun Monaten Haft verurteilt worden, die er im Zuchthaus Butzbach absitzen musste. Danach arbeitete er bis 1945 bei Opel in Rüsselsheim. Nikolaus Lerch war Schiffer und schon früh der KPD beigetreten.
- Jakob Schuch (* 1888) war in einer christlichen Familie erzogen worden und hatte am Ersten Weltkrieg teilgenommen. Er arbeitete als angestellter Winzer, der in der Wirtschaftskrise 1923 entlassen wurde. Auch er hatte der erfolglosen Auswanderergruppe nach Brasilien angehört. Schuch war Anfang der 1930er Jahre dem SPD nahestehenden Reichsbanner Schwarz-Rot-Gold beigetreten und war 1934 im KZ Dachau inhaftiert und misshandelt worden. Er war Ende 1935 entlassen worden. Jakob Schuchs Sohn Jakob Schuch wurde wegen Widerstandes gegen das NS-Regime am 24. September 1942 in Berlin-Plötzensee enthauptet.
- Caroline (Cerry) Eller (* 1891 in Chicago) und Johann Eller kamen aus einfachen Verhältnissen. Sie waren seit 1911 verheiratet. Cerrys Vater, Hermann Hirsch, Altwarenhändler in Oppenheim, war Jude. Cerry Eller trat bei der Heirat der evangelischen Kirche bei. Johann Eller war Maurer. Zusammen mit seiner Frau hatte er ein Altwarengeschäft betrieben. Auch die Familie Eller hatte der brasilianischen Expedition angehört. Sie nahm nach der Rückkehr ihr Altwarengeschäft wieder auf.
- Johann Eller war 1907 Mitbegründer des SPD-Wahlvereins in Schwabsburg, einem Stadtteil von Nierstein gewesen. Johann Eller galt als mutig. Er hatte den NSDAP-Ortsgruppenleiter Bittel mehrfach kritisiert. Die Familie Eller wurde während der NS-Zeit als „nichtarisch“ verfolgt. Das Geschäft wurde geschlossen, es gab mehrere überfallartige Hausdurchsuchungen durch die SA. Der älteste Sohn Eller fiel im Krieg, zwei weitere Söhne waren im Kriegseinsatz. Cerry Ellers Bruder Ludwig wurde mit Frau und zwei Söhnen deportiert. Der eine Sohn starb an Misshandlungen noch in Frankfurt. Die übrige Familie wurde nach Theresienstadt deportiert und später in Polen ermordet.
- Rudolf Gruber war ein Uhrmachermeister aus Oppenheim. Er war ein angesehener Bürger der Stadt. Wie manch anderer Volkssturmmann hatte er nicht an den Sieg der Nazis geglaubt und den Einsatz des Volkssturms in Kornsand für unsinnig gehalten.

### Gedenken
Zum Gedenken an die Opfer wurde im Jahr 1954 auf dem Kornsand ein Gedenkstein errichtet. Auf ihm steht geschrieben:
Im Anblick ihrer Heimat wurden hier schuldlos erschossen:

Eberhardt, Georg aus Nierstein

Eller, Cerry aus Nierstein

Eller, Johann aus Nierstein

Lerch, Nikolaus aus Nierstein

Schuch, Jakob aus Nierstein

Gruber, Rudolf aus Oppenheim

Den Toten zum Gedächtnis!

Den Lebenden zur Mahnung!

Damit, was hier geschah,

sich nie wiederhole.
Der Opfer wird in Nierstein seit 2013 mit dort verlegten Stolpersteinen gedacht.
Ein Straßenstück beim Fähranleger Nierstein heißt heute Straße der Kornsand-Opfer.